# Gryf (Schiff, 1976)
ORP Gryf (252) war ein Schulschiff, das von 1976 bis 2005 für die polnische Marine im Dienst war.
Namensvorbild war der zu Beginn des Zweiten Weltkrieges bei der Verteidigung Hels von deutschen Stukas versenkte schwere Minenleger ORP Gryf.

## Geschichte
Das Schiff wurde auf der Nord-Werft in Gdańsk gebaut und war die Baunummer 2 der Wodnik-Klasse (Projekt 888). ORP Gryf wurde am 29. September 1976 in Dienst gestellt und ersetzte das bisherige Schulschiff gleichen Namens bei der 3. Flottille in Gdynia.
Während ihrer Dienstzeit besuchte ORP Gryf Häfen an der Ostsee, der Nordsee, dem Nordmeer und dem Mittelmeer.

## Verbleib
ORP Gryf wurde am 31. Mai 2005 außer Dienst gestellt und zunächst in Gdynia aufgelegt. Im Sommer 2009 wurde das Schiff an eine Abwrackwerft nach Gdańsk verkauft.

## Erläuterungen
1. 1 2  ORP ist die Abkürzung für Okręt Rzeczypospolitej Polskiej und der Namenspräfix polnischer Kriegsschiffe
2. ↑  Gryf bedeutet in der polnischen Sprache Greif